# تانجاوور
شهر تانجاوور (به انگلیسی: Thanjavur) با جمعیت ۲۲۱٫۵۹۱ نفر در ایالت تامیل نادو در کشور هند واقع شده‌است.